# Луиза Григорова
Луиза Красимирова Григорова-Макариев, по-известна като Луиза Григорова или Луиза Григорова-Макариев, е българска актриса и модел. Добива популярност с ролята си на Алекс в сериала „Стъклен дом“ и доктор Вяра Добрева от „Откраднат живот“.

## Биография
Луиза Григорова-Макариев е родена на 7 юни 1990 г. Дъщеря е на Ивет Григорова, шеф на модна агенция „Ивет фешън“.
Завършва 157 ГИЧЕ „Сесар Вайехо“ и актьорско майсторство за драматичен театър в НАТФИЗ „Кръстьо Сарафов“ в класа на проф. Пламен Марков.
На 5 юни 2017 г. се омъжва за режисьора Мартин Макариев.
На 28 септември 2020 г. се ражда синът им Бран Макариев.

## Кариера
Работи като модел в Тайван. Още с първото си излизане по света печели международната рекламна кампания на преносимите компютри „Асус“ в Тайван. В България е снимала учебни филми и корици, позната е като лице на „М-тел“, „Андрюс“ и много други. Играе в спектакъла „Разбиване“ от Нийл Лабют, реж. Стайко Мурджев в Театър 199.

## Филмография
- „Игра на доверие“ (2023) – Елена
- „С река на сърцето“ (2022) – Вяра Бонева
- „Диви и щастливи“ (2019) – Мила
- „Далече от брега“ (2018)
- „Привличане“ (2018) – Диана
- „Откраднат живот“ (2017 – 2018) – доктор Вяра Добрева
- „Корпус за бързо реагиране 2: Ядрена заплаха“ (2014)
- „Дървото на живота“ (2013) – Яна
- „Стъклен дом“ (2010 – 2012) – Алекс